# Campylanthus yemenensis
Campylanthus yemenensis är en grobladsväxtart som beskrevs av A. G. Miller. Campylanthus yemenensis ingår i släktet Campylanthus och familjen grobladsväxter. Inga underarter finns listade i Catalogue of Life.